# Zak O'Sullivan
Zak O'Sullivan (Cheltenham, 6 de fevereiro de 2005) é um automobilista britânico de ascendência irlandesa. Ele foi vice-campeão da Fórmula 3 em 2023, foi o campeão do Campeonato GB3 de 2021, e foi membro da Williams Driver Academy de 2022 até o final de 2024. O'Sullivan recebeu o prêmio Aston Martin Autosport BRDC de 2021.

## Carreira

### Anos iniciais
O'Sullivan começou no cartismo aos nove anos, competindo profissionalmente a partir de 2014. Venceu o British Super One Rookie Championship e o MSA Kartmasters British Grand Prix em 2015. Seu melhor resultado internacional foi o vice no campeonato alemão de kart na classe Junior.
Fez sua estreia em monopostos em 2019, competindo na Ginetta Junior. Foi vice-campeão, correndo por duas equipes diferentes, a Douglas Motorsport e a R Racing, obtendo duas vitórias e sendo o melhor dentre os estreantes.

### Fórmula 4 Britânica
Para a temporada de 2020, o britânico subiu para o Campeonato Britânico de Fórmula 4, fazendo parceria com Christian Mansell e Matías Zagazeta na Carlin. Ele começou a temporada com força, com uma vitória na rodada de abertura da temporada em Donington Park e duas vitórias em Brands Hatch. No entanto, nas três rodadas seguintes, O'Sullivan foi ultrapassado na classificação por Luke Browning, que havia vencido todas as três corridas em Oulton Park e outras duas em Knockhill. O'Sullivan se recuperou com uma sequência de nove pódios consecutivos, que incluíram quatro vitórias e quatro segundos lugares. Na corrida final da temporada, O'Sullivan venceu a corrida e foi inicialmente coroado campeão. No entanto, descobriu-se que, devido a uma bandeira vermelha, apenas metade do número de pontos foi distribuído, o que significa que O'Sullivan ficou atrás de Browning no campeonato e se tornou vice-campeão, apenas três pontos atrás de seu rival.

### Campeonato GB3

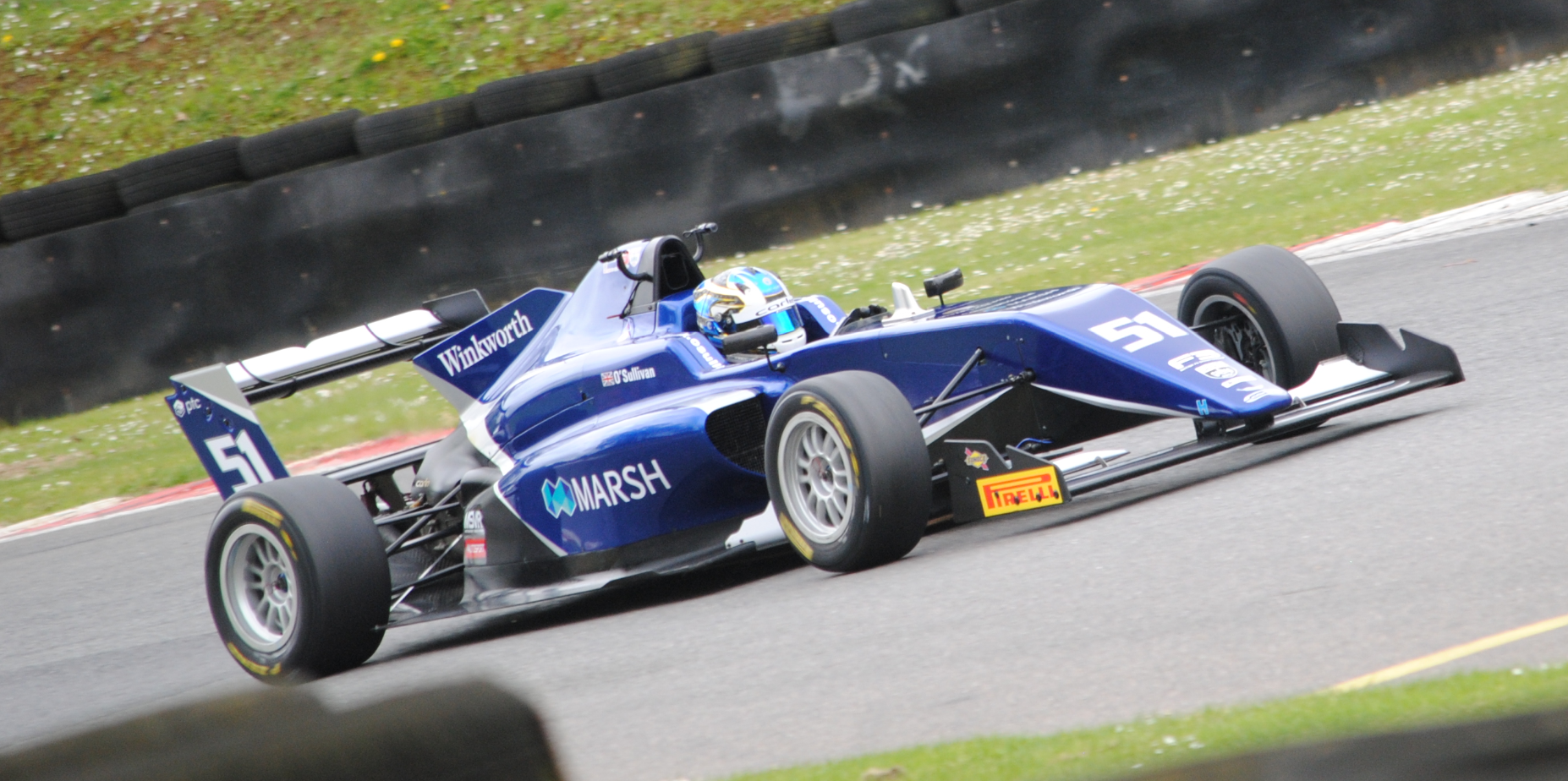
O'Sullivan na etapa de Brands Hatch da GB3 em 2021

O'Sullivan permaneceu com a equipe Carlin em 2021, avançando para o Campeonato GB3 com seu companheiro de equipe anterior Christian Mansell e o estadunidense Bryce Aron. Ele conquistou o título da categoria de forma dominante.
Por seus esforços, O'Sullivan foi indicado para o Prêmio Autosport BRDC de 2021 e, em fevereiro de 2022, recebeu essa honra à frente de Jonny Edgar, Louis Foster e Oliver Bearman. Além disso, em dezembro de 2021, o BRDC concedeu a O'Sullivan o Troféu Jim Clark por ganhar o título do Campeonato GB3.

### Fórmula 3
Em 4 de fevereiro de 2022, foi anunciado que O'Sullivan, mais uma vez, permaneceu com a equipe Carlin para disputar o Campeonato de Fórmula 3 da FIA de 2022. Nessa temporada, ele fez sua primeira pole position na corrida principal de Silverstone, mas na corrida, foi ultrapassado por Arthur Leclerc, da Prema, e terminou na segunda posição. Ele também conseguiu um terceiro lugar na sprint de Zandvoort, ficando atrás de Caio Collet, o vencedor, e Juan Manuel Correa, o segundo colocado.

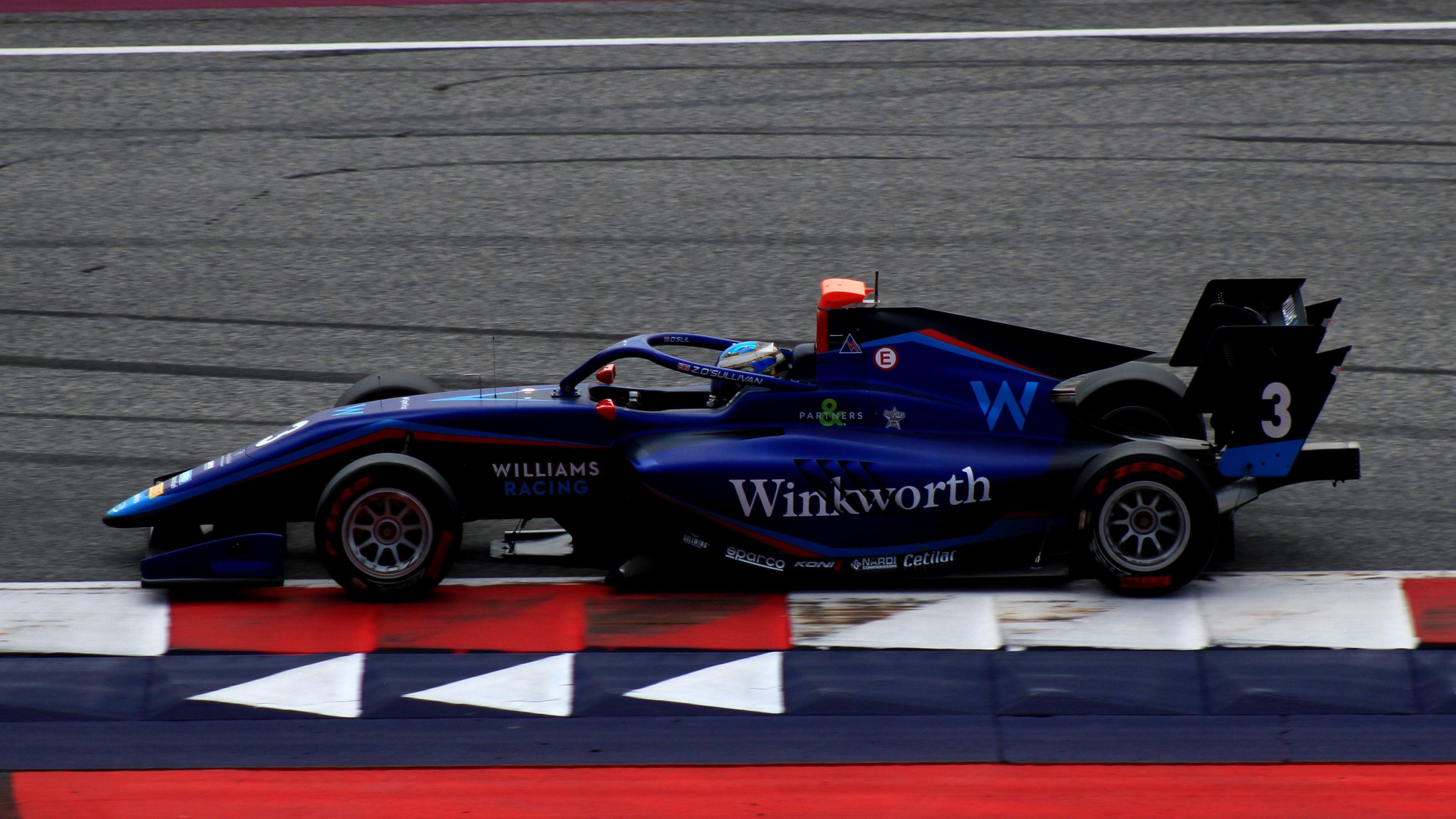
O'Sullivan guiando a Prema na Áustria em 2023

O'Sullivan pilotou pela equipe Prema Racing em todos os três dias durante o teste pós-temporada no circuito de Jerez. Em novembro de 2022, foi anunciado que ele se juntaria à Prema para a disputa da temporada de 2023. O britânico venceu quatro etapas nessa temporada: as sprints da Austrália e da Espanha, e as corridas principais da Áustria e da Hungria, na qual ele também fez a pole position. O'Sullivan se sagrou vice-campeão na última prova, com o segundo lugar na feature race de Monza, que foi vencida pelo também britânico Jonny Edgar, da MP Motorsport. O'Sullivan conquistou 119 pontos, ficando atrás do campeão Gabriel Bortoleto, que acumulou 164.

### Fórmula 2

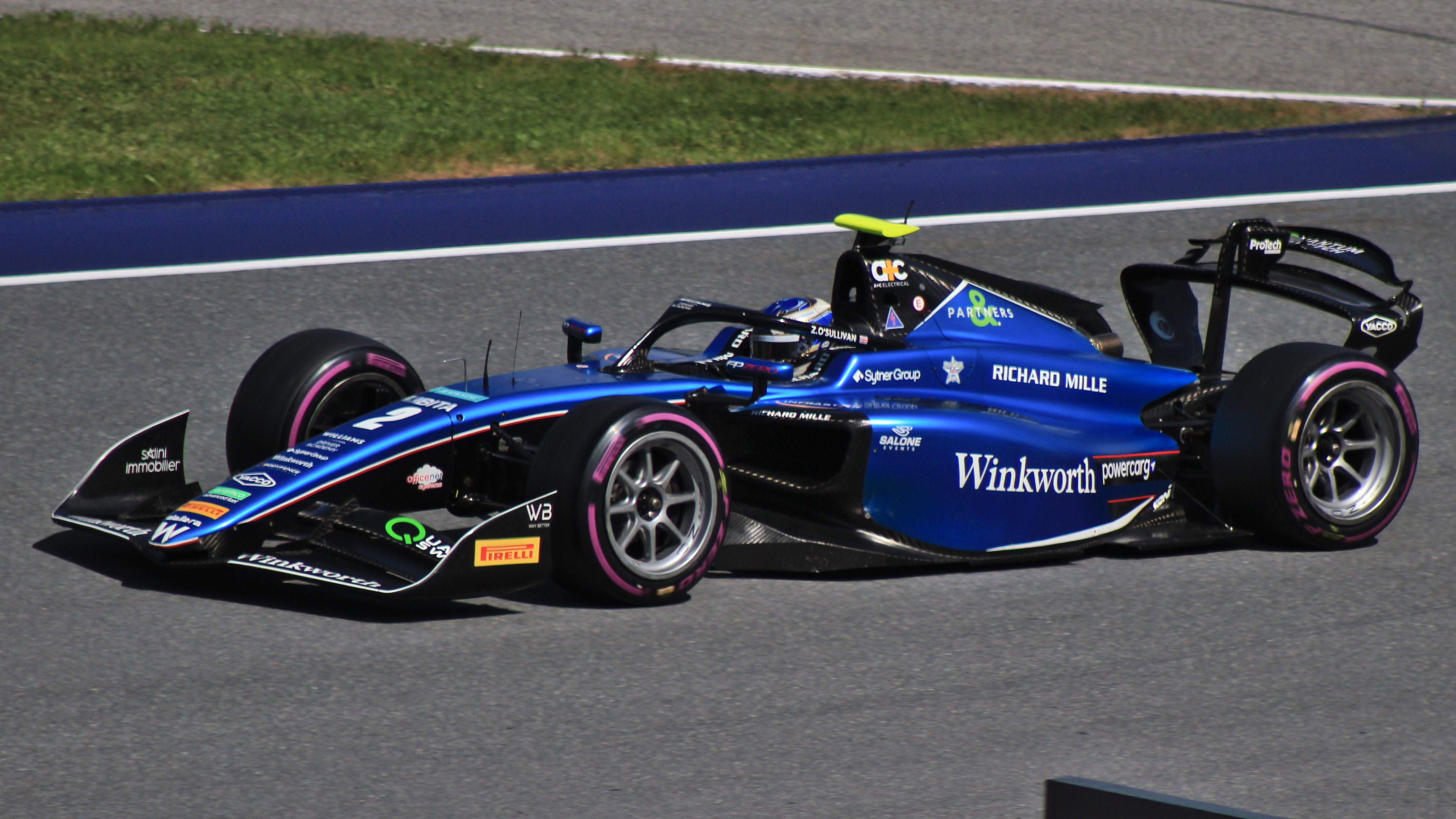
O'Sullivan conduzindo o bólido da ART na Áustria em 2024

Em outubro de 2023, foi anunciado que O'Sullivan avançaria para a Fórmula 2 com a equipe ART Grand Prix para a disputa da temporada de 2024. O britânico venceu duas etapas: a corrida principal de Mônaco, na qual a sua estratégia de adiar a troca de pneus e o safety car o ajudaram a pular do 15º lugar para a vitória, e a sprint da Bélgica, que foi encurtada em razão das más condições climáticas. Essas vitórias foram fundamentais para o colocar na 13ª posição da tabela, com 53 pontos. Contudo, por dificuldades financeiras, O'Sullivan se viu obrigado a deixar a equipe francesa e a Fórmula 2 faltando apenas três provas para o fim da temporada. Seu substituto é o também britânico Luke Browning, egresso da Fórmula 3 e seu velho rival da F4 Britânica. Assim, O'Sullivan acabou despencando três posições no campeonato de pilotos, sendo ultrapassado por Pepe Martí e Enzo Fittipaldi, fechando o ano em 16º.

### Fórmula 1
Em fevereiro de 2022, foi anunciado que O'Sullivan ingressaria na Williams Driver Academy. No final de outubro, ele experimentou pela primeira vez as máquinas da Fórmula 1, pilotando o Aston Martin AMR21 no circuito de Silverstone como parte de sua recompensa por conquistar o prêmio Autosport BRDC no ano anterior. Em 2023, O'Sullivan correu pela Williams no primeiro treino livre do Grande Prêmio de Abu Dhabi de 2023, no qual ficou em 18º lugar, e ao lado de Franco Colapinto, participou dos testes de pós-temporada na mesma pista. O'Sullivan ficou na 17ª posição, superando o argentino mesmo tendo feito apenas 50 voltas.
O'Sullivan desfez seu vínculo com a Williams, deixando a Williams Driver Academy no final de 2024.

### Super Fórmula
Em dezembro de 2024, pouco após deixar a F2, O'Sullivan fez testes na Super Fórmula Japonesa, e expressou seu desejo de participar dessa categoria, ressaltando a velocidade dos carros e a alta competitividade. Pouco depois, foi confirmado que ele se juntaria à equipe Kondo Racing, que tem parceria com a Toyota, e entrando como o substituto de Kazuto Kotaka.

## Resultados

### Resumo da carreira
| Temporada | Categoria                 | Equipe             | Corridas         | Vitórias         | Poles            | V.M.R.           | Pódios           | Pontos           | Posição          |
| --------- | ------------------------- | ------------------ | ---------------- | ---------------- | ---------------- | ---------------- | ---------------- | ---------------- | ---------------- |
| 2019      | Campeonato Ginetta Junior | Douglas Motorsport | 10               | 0                | 1                | 1                | 5                | 591              | 2º               |
| 2019      | Campeonato Ginetta Junior | R Racing           | 16               | 3                | 3                | 3                | 9                | 591              | 2º               |
| 2020      | Fórmula 4 Britânica       | Carlin             | 26               | 9                | 3                | 4                | 18               | 408,5            | 2º               |
| 2021      | Campeonato GB3            | Carlin             | 24               | 7                | 5                | 8                | 14               | 535              | 1º               |
| 2022      | Fórmula 3                 | Carlin             | 18               | 0                | 1                | 1                | 2                | 54               | 11º              |
| 2023      | Fórmula 3                 | Prema Racing       | 18               | 4                | 1                | 3                | 5                | 119              | 2º               |
| 2023      | Fórmula 1                 | Williams Racing    | Piloto de testes | Piloto de testes | Piloto de testes | Piloto de testes | Piloto de testes | Piloto de testes | Piloto de testes |
| 2024      | Fórmula 2                 | ART Grand Prix     | 22               | 2                | 0                | 1                | 2                | 59               | 16º              |
| 2025      | Super Fórmula Japonesa    | Kondo Racing       | 0                | 0                | 0                | 0                | 0                | 0                | TBD*             |

(*) Temporada ainda em andamento.